# Adavigollavarahalli, Chik Ballapur
Adavigollavarahalli là một làng thuộc tehsil Chik Ballapur, huyện Kolar, bang Karnataka, Ấn Độ.